# Kristoffer Pallesen
Kristoffer Pallesen, né le 30 avril 1990 à Aarhus au Danemark, est un footballeur danois qui évolue au poste d'arrière droit.

## Biographie

### Hobro IK
Né à Aarhus au Danemark, Kristoffer Pallesen est formé par le club de sa ville natale, l'AGF Aarhus. Il ne joue toutefois aucun match en équipe première et rejoint l'IK Skovbakken avant d'arriver à l'Hobro IK le 1er février 2011, où il retrouve l'entraîneur qu'il a connu à l'IK Skovbakken, Jakob Michelsen (en). Le club évolue en deuxième division danoise lorsqu'il fait ses débuts en professionnels le 18 mars 2011, contre son club formateur, l'AGF Aarhus, à l'occasion d'un match de championnat. Il est titularisé et son équipe s'incline sur le score de deux buts à zéro ce jour-là.

### Viborg FF
En juillet 2013, Kristoffer Pallesen rejoint le Viborg FF, pour un contrat de trois ans. Il joue son premier match pour Viborg lors d'une rencontre de coupe du Danemark, le 28 août 2013, face au Jammerbugt FC. Il est titularisé et son équipe s'impose par un but à zéro.

### Aalborg BK
Le 3 juillet 2017, Kristoffer Pallesen signe librement en faveur de l'Aalborg BK. Il vient pour compenser le départ de Joakim Mæhle, alors parti au KRC Genk.
Pallesen parvient à s'imposer au poste d'arrière droit alors qu'il est notamment en concurrence avec Patrick Kristensen et Frederik Børsting. Il devient alors un joueur régulier et le 29 novembre 2019 il prolonge son contrat avec l'Aalborg BK, signant un nouveau contrat le liant au club jusqu'en juin 2024,,. Le 13 décembre 2019, Pallesen inscrit son premier but avec Aalborg lors d'une rencontre de championnat face au FC Nordsjælland. Titularisé, il ne peut empêcher la défaite de son équipe malgré son but (1-3 score final).
Le 10 octobre 2023, Kristoffer Pallesen décide de mettre fin à sa carrière professionnelle, à l'âge de 33 ans. En cause, une déchirure au tendon d'Achille, qui le tient déjà éloigné des terrains depuis mai 2023. Il est annoncé le même jour que Pallesen continue à l'Aalborg BK dans l'administration du club en tant que conseiller juridique.